# Движение безземельных крестьян
Движе́ние безземе́льных крестья́н (ДБК) (порт. Movimento dos Trabalhadores Sem Terra) — общественное движение в Бразилии, одно из крупнейших (или, по некоторыми данным, крупнейшее ) в Латинской Америке: его неформальными членами были около полутора миллионов человек, проживающих в 23 из 26 штатов Бразилии.
В соответствии с заявлениями ДБК, главная его цель — обеспечить трудящимся беднякам возможность получения и использования земли, пригодной для ведения сельского хозяйства. Так же ДБК борется за проведение земельной реформы в Бразилии и против тех социальных явлений, которые лишают множество людей возможности владеть и пользоваться землёй: резко неравномерного распределения доходов, расизма, сексизма и монополизации средств массовой информации. Если коротко: ДБК стремится к заключению такого общественного договора, при котором для бедных людей в сельской местности будет возможно самообеспечение основных жизненных нужд путём ведения экологически безопасного устойчивого сельского хозяйства.
Будучи преемником различных более ранних мессианских и партизанских движений, так же выступавших за земельную реформу в Бразилии, ДБК отличается от них тем, что практикует не столько организованную общественно-политическую борьбу, сколько отдельные акции самовольного занятия земли, считая, что это обеспечит осуществление земельной реформы. ДБК заявляет, что его земельные самозахваты были фактически узаконены в ныне действующей Конституции Бразилии, принятой в 1988 году, в которой содержится положение о том, что право собственности на землю должна нести социальные функции. Но, по его же заявлениям, проблема вовсе не решилась с принятием новой бразильской конституции, и в 1996 году всего 3 % населения владели двумя третями сельскохозяйственных земель.

## История движения (до принятия Конституции 1988 года)
В истории бразильского земельного вопроса Движение безземельных крестьян возникло довольно поздно, когда этот вопрос был уже давно предметом острых политических дебатов и борьбы. В середине XX века между всеми левыми Бразилии было согласие насчёт земельной реформы как необходимого шага к демократизации отношений собственности и к практической реализации политических и других прав и свобод человека — в противовес концентрации реальной власти в руках традиционных элит. Земельная реформа представлялась завершающим этапом буржуазной революции.
При этом, бразильский правящий класс и политические элиты не собирались проводить существенной земельной реформы — напротив, они активно противодействовали любым попыткам её осуществления, видя в том угрозу своему социальному положению и своей политической власти. Потому политические лидеры сельской бедноты всё чаще приходили к выводу о том, что невозможно добиться проведения земельной реформы традиционной политической борьбой, и что эта реформа может быть осуществлена только «снизу», только общественными действиями простых людей. Новым в деятельности ДБК было стремление осуществить земельную реформу не путём прихода к власти, а «своими силами» — «разрывая… зависимые отношения с партиями, правительствами и другими институтами»; но при том борьба за землю описывалась ими как чисто политическая — а не общественная, этническая или религиозная. 
Первым после обретения Бразилией независимости нормативно-правовым актом, регулирующим право собственности на землю, был «Акт о земельной собственности» (порт. Lei de Terras), он же — Закон номер 601, принятый 18 сентября 1850 года.
Разработанный на основе ранее действовавших актов колониальной администрации, написанных в системе португальского феодального права — в которой земля становилась частной собственностью, будучи либо дарованной монархом (sesmarias), либо переходя по наследству по правилам примогенитуры (morgadio) — этот акт был уже законом независимого бразильского буржуазного государства, и разрешал покупать землю за деньги — как у государства, так и у предыдущего частного собственника. Возможности легализации фактического незаконного владения землёй на основании приобретательной давности были крайне ограничены; вместе с концентрацией земельной собственности в руках немногих, это является одной из характерных особенностей новой истории бразильского общества. Исторически, «Lei de Terras» продолжал следовать тенденциям колониального периода, давая преимущества крупным землевладельцам, обычно использующим труд рабов.
В результате для мелких плантаторов и крестьян, занимающихся натуральным сельским хозяйством или мелкотоварным фермерством, доступ к земле был сильно затруднён.
С тех пор как концентрация земельной собственности стала связанной с развитием капиталистической бразильской экономики, оппозиционное этому повстанческое движение в XIX — начале XX века приняло идеологию оправдания и восстановления старых форм собственности, основанную на мифологизированных хилиастических представлениях о возвращении прежнего, докапиталистического общественного строя, поддерживаемых некоторыми религиозными лидерами — не входящими в католическую церковную иерархию и воспринимаемыми окружающим обществом как «еретики» и «революционеры». Такие проявления имели место в ходе войны Канудус в 1890-х годах и войны Контестаду в 1910-х годах. Некоторые левые историки, вслед за скандальной публикацией «Разбойники и фанатики» (порт. Cangaceiros e Fanáticos), были склонны объединять проявления бандитизма (cangaço) в северо-восточной Бразилии в начале XX в. с проявлениями мессианизма в так называемый «социальный бандитизм» как вид протеста против социального неравенства, включая неравенство земельное.
В конце 1930-х годов и «мессианские», и «социально-бандитские» группировки почти одновременно исчезают. Но вплоть до 1950-х встречаются случаи «простого» сопротивления крестьян изгнанию и захвату земли, осуществляемого богатыми и сильными владельцами ранчо. Такие акции произошли в Теофилу-Отони, Минас-Жерайс (1948 г.), Порекату (1951 г.), юго-западной Паране (1957) и в Тромбас (1952—1958). Но это были акции местного масштаба, не объединённые альтернативной политической идеологией; все они были подавлены либо урегулированы на местном уровне. Бразильское сельское общество продолжало приходить в упадок из-за развития механизированного сельского хозяйства на предприятиях крупного агробизнеса и последовавшей за этим принудительной урбанизации. Однако многие левые считали такой процесс необходимым для устранения препятствий экономической модернизации и политической демократизации, создаваемых технологически отсталыми «феодальными» латифундиями.
В 60-е годы XX века в Бразилии появляются общественные движения, пытающиеся легальными методами добиться проведения желаемой земельной реформы: такие, как Крестьянские лиги (англ. Peasant leagues, порт. Ligas camponesas) в северо-восточной Бразилии, выступающие в основном против изгнания крестьян с арендованных земельных участков и превращения плантаций в пастбища скотоводческих ранчо. Члены таких организаций выступали против существующего распределения земель с рациональными доводами о якобы существующей социальной функции собственности. Сейчас они апеллируют к тому, что бесспорные успехи современного высокотехнологичного сельскохозяйственного бизнеса достигаются ценой превращения сельской бедноты в изгоев общества.
В соответствии с идеологией ДБК, провозглашаемая экономическая эффективность такой организации сельского труда если и существует, то не в интересах всего общества, а только в частных интересах одного класса — сельской буржуазии.
Хотя ДБК объясняет свои действия в социально-экономических терминах, участники этого движения продолжают связывать себя с восставшими жителями поселения Кандус и их якобы хилиастической идеологией, которая в исторической перспективе как бы оправдывает руководителей и участников того восстания, потерпевшего полное поражение, а также придаёт «тайный высший смысл» деятельности самого ДБК.
На ранних этапах организации Движения безземельных крестьян большую роль сыграли идеи, перенятые у католических общин. Идеология и практике ДБК во многом основана на принципе «частная собственность должна выполнять социальные функции», содержащемся в социальной доктрине Католической церкви. Данный принцип получил развитие в XIX веке , а после издания в 1891 году энциклики «Rerum Novarum» римским папой Львом VIII вошёл в официальную католическую доктрину. А накануне военного переворота 1964 года, Президент Бразилии Жуан Гуларт провозгласил его в своей знаменитой речи на «Центральном ралли» (проводилось недалеко от крупнейшей железнодорожной станции Рио-де-Жанейро), в которой он заявил о предстоящих социальных и политических реформах, а также о своём намерении национализировать более 600 га земель, расположенных вблизи федеральных объектов (водохранилищ, автомобильных и железных дорог). Это вызвало огромное сопротивление консерваторов, приведшее к свержению Гуларта. Тем не менее, подобный принцип был формально принят бразильским католическим духовенством и в 1980 году, когда на Национальной конференции бразильских епископов (CNBB) был принят документ «Церковь и земельные проблемы», признающий и защищающий требования общественных прав на землю.
В истории бразильской конституции, земельная реформа — понимаемая в терминах публичного управления природными ресурсами — впервые была установлена как руководящий принцип для  правительства в части III статье 157 Конституции Бразилии 1967 года, с целью институционализировать авторитарный политический консенсус, достигнутый после государственного переворота, произошедшего в 1964 году. Военная диктатура намеревалась использовать земельную реформу в охранительных целях: для создания класса консервативных мелких фермеров — как «прослойки» между латифундистами и сельским пролетариатом. В 1969 году, в самый разгар репрессий, текст конституции был изменён декретом военной хунты, имевшей полную власть во время болезни военного президента Артура да Коста-и-Силва. В качестве компенсации за землю, изымаемую государством для осуществления такой земельной реформы, её бывшим владельцам давались не деньги, а государственные облигации. По действовавшему тогда закону, земельная реформа могла проводиться только таким образом (Ст. 157, § 1º, с изменениями, внесёнными «Institucional Act no. 9, 1969»).

## Земельная реформа и Конституция 1988 года
Принцип «земля выполняет социальные функции» был заложен и в ныне действующую Конституцию Бразилии, принятую в 1988 году (статья 5, XXIII). В соответствии с этим, Конституция требует, чтобы Правительство Бразилии «экспроприировало в целях аграрной реформы сельскую собственность, не выполняющую свои социальные функции» (статья 184).
В соответствии со статьёй 186 бразильской конституции, эта социальная функция выполняется только в том случае, если:
- собственность используется рационально и адекватно;
- доступные природные ресурсы используются адекватно, и при этом осуществляется охрана окружающей среды;
- соблюдаются требования, касающиеся трудовых отношений;
- такое использование способствует процветанию как собственника, так и работников.

Так как эти требования не являются полностью однозначными и объективно определёнными, принятие конституционного принципа «общественного интереса» в земельной реформе представляется «палкой о двух концах». Вопреки тому факту, что принцип «общественного интереса» был принят за основу, его претворение в жизнь натолкнулось на лоббистское сопротивление землевладельцев, которые в 1985 года объединились в организацию «Демократический союз сельских людей» (ДССЛ) (англ. União Democrática Ruralista). ДССЛ развивался одновременно с ДБК. Даже после общепризнанного самороспуска этого союза в начале 1990-х годов, он, по всей видимости, продолжает существовать в форме неформальных взаимоотношений между землевладельцами.
В отсутствие достаточно чёткой и последовательной политики правительства по осуществлению земельной реформы во исполнении требований новой конституции, конкретные действия могут осуществляться и заинтересованными общественными движениями, посредством вполне законных действий и процедур — но это затруднительно и требует много времени. 
Это приводит к тому, что все стороны земельного конфликта начинают всё чаще прибегать к «более неформальным» средствам. «В то время, как крупные землевладельцы стараются выгнать сквоттеров со своей земли, сквоттеры могут применять насилие для пресечения институционализированного вторжения с последующей экспроприацией земли … насилие обязательно для обеих сторон для достижения ими своих целей». Заявления вроде этого порождают споры и разногласия относительно сомнительной законности действий ДБК, добивающегося социальной справедливости таким вот образом.
Члены ДБК утверждают, что непродуктивные сельские земли не выполняют социальных функций, и это даёт право на самовольное занятие таких земель. Стратегия ДБК – «оккупировать» таким образом всё больше и больше земли, вплоть до всей территории Бразилии, с последующей легализацией такого самозахвата. Интересы ДБК представляют адвокаты публичных интересов, в том числе и собственные юристы движения, сыновья и дочери участвующих в нём семей. Это сближает ДБК с другими общественными организациями вроде «Terra de Direitos» – правозащитной организации, одним из основателей которой был Дарси Фриго (Darci Frigo), лауреат Правозащитной премии Кеннеди (англ. Robert F. Kennedy Human Rights Award) 2001 года. Суды могут, в конечном счёте, выносить как решения, предписывающие семьям сквоттеров покинуть занятую ими землю, так могут и отклонять ходатайства землевладельцев и временно разрешать сквоттерам оставаться там и заниматься фермерством, обеспечивающим им средства к существованию – до тех пор, пока Бразильский национальный институт колонизации и аграрной реформы (англ. Brazil's National Institute for Colonization and Agrarian reform (INCRA)) – федеральное агентство, ответственное за проведение земельной реформы в Бразилии – сможет подтвердить, что самовольно занятые земельные участки действительно являются непродуктивными. Законная деятельность Движения безземельных крестьян (судебные процессы и т.п.) направлена именно на такую легализацию владения землёй. Но бразильские суды чаще оказываются  на сторону землевладельцев и обвиняют членов ДБК в преступлениях, которые некоторыми людьми считаются «несерьёзными и странными»; например, в 2004 году был случай самозахвата земли в Пернамбуку, после которого судья выдал ордер на арест ряда членов ДБК, назвав их очень опасными преступниками. И тем не менее, есть ещё много случаев, когда отдельные судьи были благожелательны к ДБК. Высшие суды Бразилии требования ДБК принимают с оговорками. В феврале 2009 года Президент верховного суда Бразилии Гилмар Мендес (англ. Gilmar Mendes) заявил, что ДБК вовлечено в «беззаконную» деятельность, высказался против выделения общественных денег на это, и поддержал «адекватную» юридическую ответственность за самовольный захват земли.